# Rebeca Linares
Verónica Linares Bazán (San Sebastián, 13 de junio de 1983), conocida artísticamente como Rebeca Linares, es una actriz pornográfica española ganadora de un Premio AVN, considerados los Oscar del porno.

## Biografía
Nació en San Sebastián, España, el 13 de junio de 1983. En 1988 junto a su familia se trasladó a Barcelona. En 2005 comenzó su carrera en la industria porno en España, pero debido al poco trabajo y mala retribución, comenzó a trabajar en otras partes de Europa como Alemania y Francia. En 2006 se trasladó a Los Ángeles (California) para estar al lado de su amigo y conocido actor pornográfico Nacho Vidal.

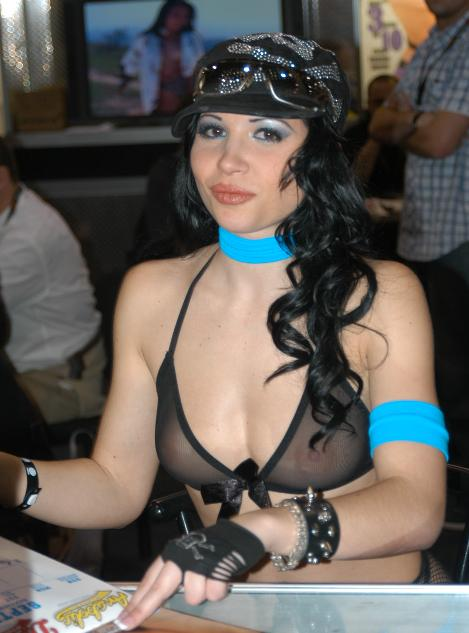
Rebeca Linares en AEE 2007

En 2008 apareció en la revista Maxim y en la comedia de cine convencional Homo Erectus, junto con otras estrellas del cine adulto como Ron Jeremy y Jacklyn Lick.
En marzo de 2009, fue elegida Pet of the Month por la revista Penthouse. Ese mismo año, el Canal+ 1 realizó un documental sobre su vida y carrera americana titulado Vente a Las Vegas, nena. Rodado en la ciudad de Las Vegas, donde la actriz se encontraba para la entrega de los Premios AVN, los llamados Oscar del porno, para los que estaba nominada en ocho categorías, el documental se centra en la vida profesional de Linares. Además, se muestra el día a día de Linares en su trabajo, sus ilusiones y frustraciones y su lucha por mantenerse en lo más alto en una industria en crisis donde la carrera de las mujeres es especialmente efímera.
En enero de 2010, Linares fue galardonada, junto a Tori Black y Mark Ashley, con el premio AVN en su categoría de mejor escena de trío por la película Tori Black is Pretty Filthy.

## Premios
- 2007 FICEB Ninfa – Mejor actriz – IodineGirl[9] (Festival Internacional de Cine Erótico de Barcelona)
- 2010 Premio AVN – Best Threeway Sex Scene – Tori Black Is Pretty Filthy[2]

## Filmografía selecta

### Como actriz
| Año  | Película                                  |
| ---- | ----------------------------------------- |
| 2006 | Ass Cleavage 8                            |
| 2006 | Black Cock Addiction 2                    |
| 2006 | Angels of Debauchery 6                    |
| 2007 | Ashlynn and Friends 1                     |
| 2007 | This Butt's 4 U 3                         |
| 2007 | Anal Cream Pie Assault                    |
| 2008 | Women Seeking Women 40                    |
| 2008 | Homo Erectus (película)                   |
| 2008 | Rebeca Linares Raw                        |
| 2008 | Anally Yours Love Rebeca Linares          |
| 2008 | Apprentass 8                              |
| 2009 | Anal Asspirations 9                       |
| 2009 | Swimsuit Calendar Girls 3: Latin Edition  |
| 2009 | Cheating Hollywood Wives                  |
| 2010 | The Devil in Miss Jones: The Resurrection |
| 2010 | Diesel Dongs 11                           |
| 2010 | Big wet tits 9                            |

### Como directora
- 2009 - Obsessions[10]